# Record d'Europe de natation messieurs du 200 mètres papillon
Progression du record d'Europe de natation sportive messieurs pour l'épreuve du 200 mètres papillon en bassin de 50 et 25 mètres.

## Bassin de 50 mètres
| Temps         | Athlète            | Naissance | Âge | Nationalité | Compétition                | Lieu             | Date            |
| ------------- | ------------------ | --------- | --- | ----------- | -------------------------- | ---------------- | --------------- |
| 1 min 55 s 03 | Franck Esposito    | 1971      | 30  | France      | Championnats du monde (d)  | Fukuoka          | 23 juillet 2001 |
| 1 min 54 s 62 | Franck Esposito    | 1971      | 31  | France      | Championnats de France (f) | Chalon-sur-Saône | 18 avril 2002   |
| 1 min 54 s 16 | Ioánnis Drymonákos | 1984      | 24  | Grèce       | Championnats d'Europe (f)  | Eindhoven        | 21 mars 2008    |
| 1 min 54 s 38 | Pawel Korzeniowski | 1985      | 23  | Pologne     | Championnats d'Europe (f)  | Eindhoven        | 21 mars 2008    |
| 1 min 52 s 70 | Laszlo Cseh        | 1985      | 23  | Hongrie     | Jeux olympiques (f)        | Pékin            | 13 août 2008    |
| 1 min 50 s 73 | Kristóf Milák      | 2000      | 19  | Hongrie     | Championnats du monde (f)  | Gwangju          | 24 juillet 2019 |
| 1 min 50 s 34 | Kristóf Milák      | 2000      | 22  | Hongrie     | Championnats du monde (f)  | Budapest         | 21 juin 2022    |

## Bassin de 25 mètres
| Temps         | Athlète           | Naissance | Âge | Nationalité | Compétition               | Lieu              | Date             |
| ------------- | ----------------- | --------- | --- | ----------- | ------------------------- | ----------------- | ---------------- |
| 1 min 50 s 73 | Franck Esposito   | 1971      | 31  | France      | Championnats interclub    | Antibes           | 8 décembre 2002  |
| 1 min 50 s 60 | Nikolay Skvortsov | 1984      | 24  | Russie      | Championnats d'Europe     | Rijeka            | 13 décembre 2008 |
| 1 min 50 s 53 | Nikolay Skvortsov | 1984      | 25  | Russie      | Championnats de Russie    | Saint-Pétersbourg | 12 février 2009  |
| 1 min 49 s 46 | Nikolay Skvortsov | 1984      | 25  | Russie      | Championnats d'Europe (f) | Istanbul          | 12 décembre 2009 |
| 1 min 49 s 00 | László Cseh       | 1985      | 30  | Hongrie     | Championnats d'Europe (f) | Netanya           | 6 décembre 2015  |
| 1 min 48 s 64 | Alberto Razzetti  | 1999      | 25  | Italie      | Championnats du monde (f) | Budapest          | 12 décembre 2024 |